# Jelajah Malaysia
El Jelajah Malaysia és una competició ciclista per etapes que es disputa a Malàisia i forma part de l'UCI Asia Tour. La primera edició es va fer el 1963 sent la competició més antiga del país. El 2017 se'n disputà la darrera edició.

## Palmarès
| Any     | Vencedor          | Segon             | Tercer             |
| ------- | ----------------- | ----------------- | ------------------ |
| 1999    | Peter Jörg        |                   |                    |
| 2000    | Rafael Chyla      |                   |                    |
| 2001    | Tommy Evans       |                   |                    |
| 2002    | Simone Mori       |                   |                    |
| 2003    | Hidenori Nodera   | Wawan Setyobudi   |                    |
| 2004    | Suhardi Hassan    |                   |                    |
| 2005-06 | No disputada      | No disputada      | No disputada       |
| 2007    | Mahdi Sohrabi     | Hossein Askari    | Thomas Just        |
| 2008    | Tonton Susanto    | Ghader Mizbani    | Fredrik Johansson  |
| 2009    | Timothy Roe       | Jai Crawford      | Ghader Mizbani     |
| 2010    | David McCann      | Takumi Beppu      | Amir Rusli         |
| 2011    | Mahdi Sohrabi     | David McCann      | Ioannis Tamouridis |
| 2012    | Yusuf Abrekov     | Jai Crawford      | Yasuharu Nakajima  |
| 2013    | Sea Keong Loh     | Sergey Kuzmin     | Kiril Pozdniakov   |
| 2014    | Rafaâ Chtioui     | Adil Jelloul      | Angus Morton       |
| 2015    | Francisco Mancebo | Andrea Palini     | King Lok Cheung    |
| 2016    | Arvin Moazemi     | Amir Kolahdozhagh | Reza Hosseini      |
| 2017    | Brendon Davids    | Víctor Niño       | Rustom Lim         |